# NGC 6569
NGC 6569 (другие обозначения — GCL 91, ESO 456-SC77) — шаровое скопление в созвездии Стрелец.
Этот объект входит в число перечисленных в оригинальной редакции «Нового общего каталога».